# ألكسيس (كاتب)
ألكسيس (بالفرنسية: Alexis)‏ هو كاتب سيناريو فرنسي، ولد في 18 سبتمبر 1946 في بولون-بيانكور في فرنسا، وتوفي في 7 سبتمبر 1977 بسبب أم الدم.

## وصلات خارجية
- ألكسيس على موقع ديسكوغز (الإنجليزية)